# Centaurea sipylea
Centaurea sipylea — вид квіткових рослин родини айстрових (Asteraceae). Ареал: Туреччина (західна Анатолія).
Сім'янка яйцювато-довгаста, нестиснена, завдовжки 3.2–4.0 мм; плодова оболонка шорстка, орнамент неправильної бороздчастої форми. Папус завдовжки 2.4–3.3 мм.